# کستاندین ماروتیان
کستاندین ماروتیان (ارمنی: Կոստանդին Հովհաննեսի Մարության؛  زادهٔ ۲۹ نوامبر ۱۹۱۷ - درگذشته مهٔ ۲۰۱۱) معمار، سیاستمدار اهل ارمنستان بود.

## زندگی‌نامه
وی در ۲۹ نوامبر ۱۹۱۷ در آلکساندراپول به دنیا آمد و از دانشگاه پلی‌تکنیک ارمنستان و انستیتو مهندسی برق مسکو فارغ‌التحصیل گشت. همچنین برندهٔ جوایزی همچون نشان پرچم سرخ کار، نشان پیش‌کسوت کار، مدال به خاطر پیروزی مقابل آلمان در جنگ بزرگ میهنی (۱۹۴۵–۱۹۴۱)، نشان لنین (۱۹۵۸ و ۱۹۷۷)، نشان جنگ میهنی (درجه دو) (۱۹۸۵)، مدال به مناسبت یکصدمین سالگرد تولد ولادیمیر ایلیچ لنین، نشان انقلاب اکتبر و معمار شایسته ارمنستان شوروی (۱۹۵۷) شده است. وی در مهٔ ۲۰۱۱ در سن ۹۳ سالگی در ایروان درگذشت و در آرامستان مرکزی ایروان (توخماخ) به خاک سپرده شد.